# 東宏幸
東 宏幸（あずま ひろゆき、1974年4月28日 - ）は、タカラトミーのビークル事業部プラレールグループに所属する人物。滋賀県出身。

## 経歴
1997年にタカラ入社。タカラ トイ事業部を担当していた。

## 主な作品
- トランスフォーマーシリーズ
- トランスフォーマーG1キャラクター大全集
- トランスフォーマー ギャラクシーフォース（原案）
- レーンチェンジチャレンジセット
- プラレール
- トミカハイパー大冒険!（監修）
- プラレールわいわいDVD（プロデューサー）
- レッツゴー!トミカボーイズ（監修）
- レッツゴー!トミカボーイズF5（監修）
- トミカ プラレール わいわいDVDスペシャル トミカ プラレール ハイパーチームずかん（監修）
- プラレールアドバンス
- 豪華3本立て!トミカ・プラレール映画まつり
- もっと!トミカ・プラレール映画まつり

## 受賞歴
- プラレールアドバンス グッドデザイン賞[5]